# Coupe de Belgique masculine de handball 1988-1989
Navigation
Édition précédente Édition suivante
La Coupe de Belgique masculine de handball de 1988-1989 fut la 25e édition de cette compétition organisée par l'Union royale belge de handball (URBH)
La finale se joua à Malmedy le 21 mai 1989. 
Elle opposa le tenant du titre, le Sporting Neerpelt, affilié à la VHV à la formation du HC Herstal, affilié à la LFH.
C'est la première fois de son histoire que les herstaliens réussirent à atteindre un tels niveau de cette compétition tandis que c'est la cinquième finale pour le Sporting Neerpelt qui comptait déjà trois trophées.
Et ce fut le Sporting Neerpelt qui remporta la Coupe de Belgique de handball masculin pour la quatrième fois de son histoire, ainsi que pour la troisième fois consécutive.

## Phase finale

### Huitièmes de finale
- : Tenant du titre

| Club                                                                                    | Résultat | Club              | Lieu         |
| --------------------------------------------------------------------------------------- | -------- | ----------------- | ------------ |
| KV Sasja HC Hoboken                                                                     | 20-21    | Apolloon Kortrijk | Anvers       |
| Union beynoise                                                                          | 36-23    | RPSM              | Beyne-Heusay |
| HV Uilenspiegel Wilrijk                                                                 | 18-14    | ROC Flémalle      | Anvers       |
| Sporting Neerpelt                                                                       | 34-15    | Sporta Evere      | Neerpelt     |
| HC Herstal                                                                              | 18-11    | Jeunesse Jemeppe  | Herstal      |
| résultat et adversaire inconnu, Kreasa HB Houthalen vainqueur, car en quarts de finale. |          |                   |              |
| résultat et adversaire inconnu, Initia HC Hasselt vainqueur, car en quarts de finale.   |          |                   |              |
| résultat et adversaire inconnu, SL Huy vainqueur, car en quarts de finale.              |          |                   |              |

### Quarts de finale
- : Tenant du titre

| Club              | Résultat | Club                    | Lieu     |
| ----------------- | -------- | ----------------------- | -------- |
| Sporting Neerpelt | 38-18    | Kreasa HB Houthalen     | Neerpelt |
| HC Herstal        | 40-19    | SL Huy                  | Herstal  |
| Apolloon Kortrijk | 25-24    | HV Uilenspiegel Wilrijk | Courtrai |
| Initia HC Hasselt | 17-20    | Union beynoise          | Hasselt  |

### Demi-finales
- : Tenant du titre

| Club                                                                  | Résultat | Club | Lieu |
| --------------------------------------------------------------------- | -------- | ---- | ---- |
| résultat inconnu, HC Herstal vainqueur de l'Union beynoise.           |          |      |      |
| résultat inconnu, Sporting Neerpelt vainqueur de l'Apolloon Kortrijk. |          |      |      |

### Finale
- : Tenant du titre

| 21 mai 1989 | Sporting Neerpelt            | 23 - 17 | HC Herstal      | Malmedy |
| 21 mai 1989 | Chris Claes 8                | (10-7)  | Thierry Dubuc 5 | Malmedy |
| 21 mai 1989 | Rapport (archives lesoir.be) |         |                 | Malmedy |

## Vainqueur
| Coupe de Belgique de handball 1988-1989 Sporting Neerpelt 4e titre |